# Polar (cerveza)
Polar o Polarcita (también conocida como Pilsen) es una marca de cerveza producida en Venezuela por Cervecería Polar una de las divisiones de Empresas Polar. La Cerveza Polar es de tipo Pilsen y tiene un grado alcohólico de 4.5° G.L. (4.5% por volumen.)
En 2002 se decidió alterar su logo por primera vez desde que salió al mercado y además ha estado acompañado de una inversión en publicidad con modelos venezolanas conocidas como las Chicas Polar, entre ellas Deisy Arvelo, Norkys Batista, Annarella Bono, Gaby Espino, Daniela Kosán, Norelys Rodríguez y Marjorie de Sousa, entre otras.
Su símbolo representativo es un oso polar, tanto así que se creó una mascota llamada Pedroso como estrategia de publicidad y mercadeo.

## Historia
La marca Polar, fue registrada el 21 de agosto de 1916 y la primera cerveza Polar, se fabricó en abril de 1911, en la fábrica de la Compañía Cervecera Internacional SA, en Puentes Grandes, La Habana, Cuba. En Venezuela fue en 1941 en una fábrica ubicada en Antímano al oeste de Caracas, luego en 1943 ingresa a la Cervecería Polar como maestro cervecero Carlos Roubicek quien modifica la fórmula, desde entonces la marca logró crecer hasta consolidarse como la primera cerveza de Venezuela en ventas, en parte por la ventaja que suponía ser una de los pocas cerveceras nacionales compitiendo con pequeñas cerveceras regionales. Se considera como la cerveza original de polar.
Entre 1999 y 2002 hubo un cambio en el gusto del consumidor venezolano que hizo que la cerveza Polar fuera desplazada del primer lugar de consumo por la cervezas de tipo ligera o light, desde 2008 Polar Light reemplaza ese lugar de preferencia.

## Presentaciones
- Botella de 330 ml (tercio)
- Botella de 222 ml  (Polarcita)
- Botella de 355 ml
- Lata 355 ml
- Lata 295 ml

## Eslóganes
- Años 70: La cerveza popular
- Años 90: Puro sabor, pura Polar
- Años 2000: Polar sí hay
- Actual: Sabe a nosotros